# Ветров, Александр Николаевич
Алекса́ндр Никола́евич Ве́тров (род. 10 мая 1961, Москва) — артист балета, балетмейстер и педагог, солист балета Большого театра в 1979—1997 годах. Заслуженный артист РСФСР (1988), народный артист России (1994).

## Биография
Александр Ветров родился в семье артистов балета Большого театра Николая Симачёва и Тамары Ветровой. В 1979 году окончил Московское хореографическое училище по классу профессора Петра Пестова. В 1979—1997 годах был солистом Большого театра, работал под руководством собственного отца и педагога-репетитора Владимира Никонова. В 1985 году участвовал в Московском международном конкурсе артистов балета, проходящем на сцене Большого театра, и завоевал I премию.
В 1997 году уехал в США, где сначала был ведущим солистом Международного балета Индианаполиса, затем, с 1999 года — Балета Талсы (Оклахома), а с 2000 года — труппы «Балет Арлингтона» (после 2004 — Metropolitan Classical Ballet). Начиная с 2002 года был художественным руководителем этой труппы (совместно с Полом Мехия). Продолжая танцевать, он начал работать и как балетмейстер, осуществляя как оригинальные постановки, так и собственные редакции классических балетов.
С 2011 года — балетмейстер-репетитор Большого театра. Под его руководством занимаются премьеры балета Дэвид Холберг, Семён Чудин, Денис Родькин, Артемий Беляков, Якопо Тисси, Игорь Цвирко и другие артисты.

## Семья
Мать — Тамара Петровна Ветрова (1927—2018), солистка балета Большого театра в 1946—1967 годах, с 1974 по 1986 год — педагог-балетмейстер производственной практики Московского хореографического училища, заслуженная артистка РСФСР (1973).
Отец — Николай Романович Симачёв (1927—1996), солист балета Большого театра в 1946—1968 годах, затем, вплоть до своей смерти в 1996 году — балетмейстер-репетитор Большого театра, народный артист России (1995).
Жена — Елена Михайловна Борисова (род. 1970), артистка балета Большого театра в 1987—1996 годах.

## Репертуар
МАХУ
- 1979 — Колен, «Тщетная предосторожность» А. Горского в редакции С. Головкиной, М. Мартиросяна и А. Радунского

Большой театр
- 1981 — Голубая птица, «Спящая красавица» М. Петипа в редакции Ю. Григоровича; Французский офицер, «Гусарская баллада» Д. Брянцева; Тибальд, «Ромео и Джульетта» Ю. Григоровича
- 1982 — Хоруд, «Индийская поэма» Юламея Скотта и Юрия Папко
- 1983 — Красс, «Спартак» Ю. Григоровича
- 1984 — Нерсо, «Гаянэ» М. Мартиросяна; Злой гений, «Лебединое озеро» М. Петипа и Л. Иванова в редакции Ю. Григоровича; Абдерахман, «Раймонда» М. Петипа в редакции Ю. Григоровича
- 1986 — Сальери, «Моцарт и Сальери» Веры Боккадоро
- 1987 — Иван Грозный, «Иван Грозный» Ю. Григоровича; Принц Зигфрид, «Лебединое озеро» М. Петипа и Л. Иванова в редакции Ю. Григоровича
- 1988 — Ферхад, «Легенда о любви» Ю. Григоровича; Граф Альберт, «Жизель» в редакции Ю. Григоровича; Базиль, «Дон Кихот» А. Горского
- 1989 — Преподаватель, «Консерватория[англ.]» Августа Бурнонвиля (постановка Кирстен Ралов[англ.])
- 1991 — Солор*, «Баядерка» М. Петипа в редакции Ю. Григоровича; Граф Вишенка, «Чиполлино» Г. Майорова
- 1992 — Конрад*, «Корсар» М. Петипа в редакции К. Сергеева
- 1993 — Казанова*, "Фантазия на тему Казановы М. Лавровского
- 1994 — Конрад*, «Корсар» в редакции Ю. Григоровича; Базиль, «Дон Кихот» в редакции Ю. Григоровича; Яшка, «Золотой век» Ю. Григоровича
- 1995 — Джеймс, «Сильфида» Августа Бурнонвиля, (постановка Э.-М. фон Розен); Тибальд*, «Ромео и Джульетта» Л. Лавровского (возобновление)
- 1996 — Поль, «Последнее танго» В. Гордеева; Петруччио*, «Укрощение строптивой» Джона Кранко

(*) — первый исполнитель на сцене Большого театра

## Постановки
Балет Арлингтона / Metropolitan Classical Ballet
- 2000 — «Щелкунчик» П. И. Чайковского
- 2001 — «Вальпургиева ночь», дивертисмент из оперы Шарля Гуно «Фауст», хореография Леонида Лавровского; «Паганини» на музыку Сергея Рахманинова, хореография Леонида Лавровского; «Кармен-сюита», хореография Альберто Алонсо
- 2002 — «Классический дивертисмент» (Большое классическое па, хореография Виктора Гзовского; «Фестиваль цветов в Дженцано[англ.]», хореография Августа Бурнонвиля; па-де-де из балета «Корсар», хореография Мариуса Петипа); «Фантазия на тему Казановы», хореография Михаила Лавровского; «Щелкунчик» П. И. Чайковского
- 2003 — «Шопениана» на музыку Фредерика Шопена, хореография Михаила Фокина
- 2004 — «Спартак» Арама Хачатуряна, хореография Юрия Григоровича
- 2005 — «Раймонда» Александра Глазунова, хореография Мариуса Петипа в редакции Юрия Григоровича; па-де-сис из балета «Маркитантка», хореография Артура Сен-Леона, возобновление Пьера Лакотта; «Одно свадебное платье для двоих» (One Bridal Dress For Two) на музыку Вольфганга Амадея Моцарта
- 2007 — «Баядерка», хореография Мариуса Петипа в редакции Юрия Григоровича; «Хоакин Мурьета» на музыку Алексея Рыбникова
- 2008 — Pas de Grand на музыку П. И. Чайковского
- 2009 — Большое классическое па из балета «Пахита», хореография Мариуса Петипа

## Фильмография
Записи спектаклей Большого театра
- 1989 — «Спартак», «Ромео и Джульетта», «Лебединое озеро», «Спящая красавица»
- 1996 — «Баядерка»
- 1997 — «Фантазия на тему Казановы»

## Награды и звания
- 1985 — I премия Международного конкурса артистов балета в Москве
- 1988 — Заслуженный артист РСФСР
- 1994 — Народный артист Российской Федерации — за большие заслуги в области хореографического искусства